# 新富村
新富村（しんとみむら）は山梨県北巨摩郡にあった村。現在の北杜市南部、釜無川右岸、中央本線日野春駅の西方一帯にあたる。

## 地理
- 河川：釜無川、大武川

## 歴史
- 1875年（明治8年）2月 - 巨摩郡三吹村・山高村・黒沢村が合併して新富村となる。
- 1878年（明治11年）7月22日 - 郡区町村編制法の施行により、新富村が北巨摩郡の所属となる。
- 1889年（明治22年）7月1日 - 町村制の施行により、新富村が単独で自治体を形成。
- 1933年（昭和8年）4月1日 - 武里村と合併して武川村が発足。同日新富村廃止。

## 名所・旧跡・観光スポット・祭事・催事
- 山高神代ザクラ
- 眞原桜並木